# Hanna Sarkkinen

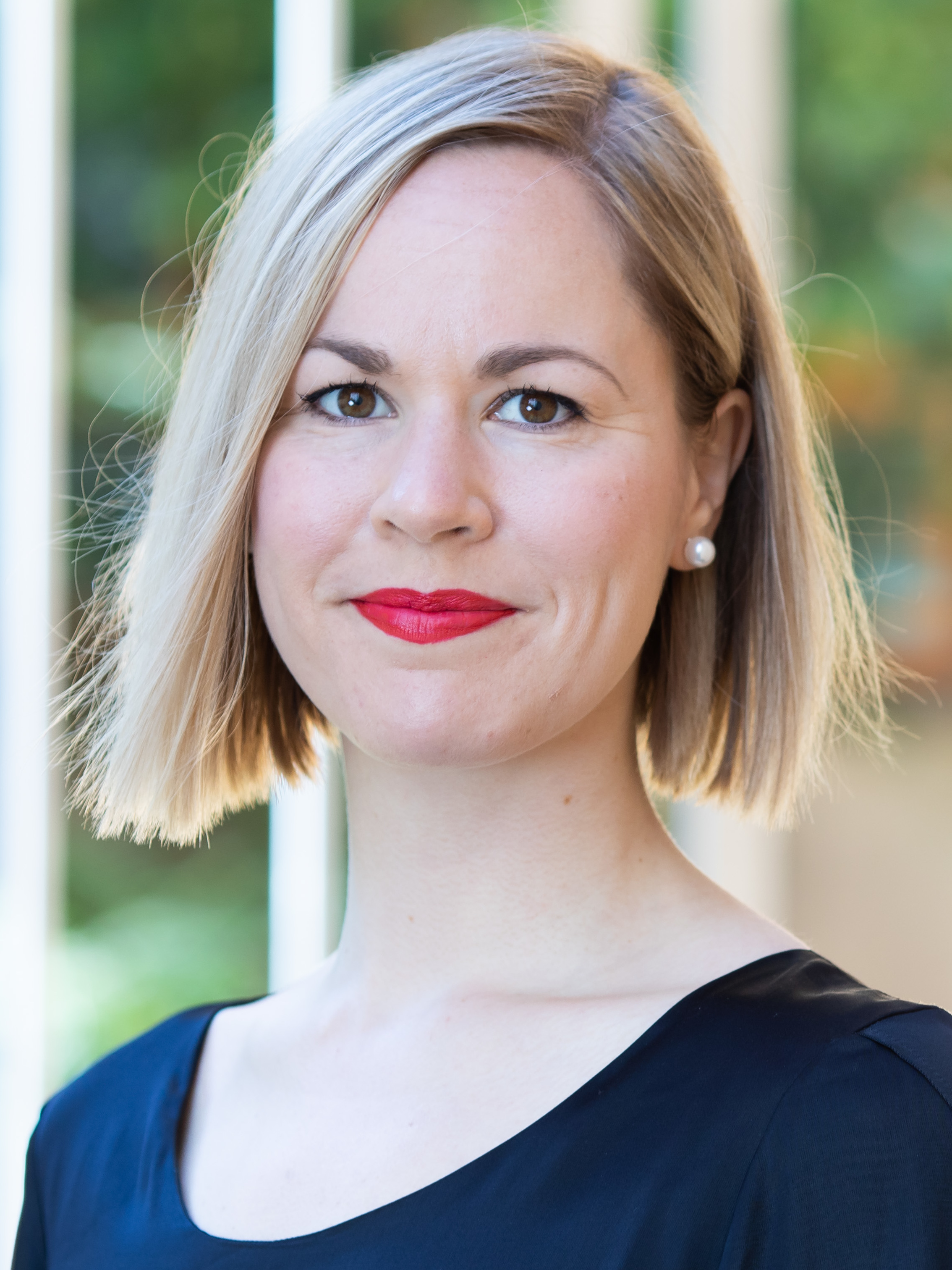
Hanna Sarkkinen (2021)

Hanna Maria Katariina Sarkkinen (* 18. April 1988 in Oulunsalo) ist eine finnische Politikerin des Linksbündnisses. Sie war ab dem 29. Juni 2021 im Kabinett Marin Ministerin für Soziales und Gesundheit.

## Leben
Sarkkinen hat ein Studium an der Humanistischen Fakultät der Universität Oulu 2014 mit einem Master of Arts abgeschlossen. Seit der Parlamentswahl 2015 ist sie als Abgeordnete des Wahlkreises Oulu Mitglied des finnischen Parlaments. Sie ist seit 2018 verheiratet und seit 2019 Mutter eines Sohnes.